# レイク郡 (オレゴン州)
レイク郡（英: Lake County）は、アメリカ合衆国オレゴン州の郡の一つで、州中南部の高原砂漠地帯に位置する。郡名は、この地域にアバート湖、ハートレイク貯水池、グース湖など多くの湖が存在することに由来する。オレゴン州内で面積最大の郡であるが、人口密度はかなり低く、2010年国勢調査時点の郡の人口は7,895人だった。郡庁所在地はレイクビュー市である。
「オレゴンの奥地」（Oregon's Outback）とも言われるグレートベースン南西端の高原砂漠地域に位置する。レイクビューやペイズリーを中心とする南部地域と、クリスマスバレー地域、フォートロック地域、シルバーレイク地域を中心とする北部地域の2つに分けて考えられることが多い。
郡の経済は、農業と自然資源の管理・採集に大きく依存している。牛の放牧、乾草の農場、木材の保有も盛んである。20世紀初めには開拓やホームステッド法による入植も盛んに行われた。製材業はかつてレイク郡の主要産業だったが、現在ではレイクビューに工場が1基残っているのみである。

## 歴史

### 先コロンビア期
クローヴィス文化時代の糞石が2007年に郡北部のペイズリー洞窟で発見され、放射性炭素年代測定により14,300年前の物であることが確認された。この糞石からDNAの抽出・解析が行われた結果、アメリカ先住民のみに見られる遺伝子マーカーが認められた。ルーサー・クレスマンは1938年に郡北部のフォートロック洞窟で、1万年以上前に作られたと思われる先史時代の籠細工や石器、ヤマモヨギ製のサンダルを発見した。

### 近代以降
ヨーロッパの商人や探検家、軍隊などがこの地に到着したのは19世紀の初めだった。ピーター・スキーン・オグデン率いるハドソン湾会社の罠猟隊が、1827年にグース湖に到着した。1832年にはジョン・ワーク率いるハドソン湾会社の罠猟隊がグース湖渓谷に宿営していたことが判明しており、同会社の会報にハンターズ・ホットスプリングスについての言及がある。ワーク探検隊はワーナー湖やアバート湖にも訪れ、チャンドラー公園の中にあるクルークト川のほとりにキャンプを設営した。記録によれば彼らは、現在もオレゴンに生育する野生のプラムを食べたとされる。また、現地のインディアンに襲われたとも記録にある。1838年、エンジニアでもあったJ・J・アバート大佐は、ハドソン湾会社の罠猟隊から集めた情報を基に、ワーナー湖などの自然地理を記述した地図を作成した。1843年、ジョン・C・フレモント隊はクリスマス湖に到達している。
レイク郡にはかつてバスク人やアイルランド人が多く住み、牧羊を営んでいた。しかし、牧牛家と牧羊家の間で放牧権を巡って論争が起こり、小麦栽培が導入されると抗争は激化した。20世紀初頭、覆面を被りライフルを持った牧牛家の一隊がレイク郡北部とデシューツ郡で羊の殺戮を行い、彼らは「羊撃ち」と呼ばれるようになった。オレゴン歴史プロジェクトに拠ると、1904年4月には一夜にして2,300匹の羊がレイク郡で殺された。
入植者の到着に伴いレイク郡は成長したが、乾燥した気候で開発に人々は難儀した。
1874年10月、州議会の法令によりワスコ郡とジャクソン郡から分割する形でレイク郡が発足した。当時のレイク郡は、今日クラマス郡となる地域の全域および、現在のレイク郡からワーナー渓谷を除く全域を含む地域から成っていた。1882年、クラマス郡が分郡。1885年にはワーナー渓谷の地域一帯がグラント郡から割譲されてレイク郡の一部となった。リンクビル（現在のクラマスフォールズ）に最初の郡庁が置かれた。
レイクビューの町の建設予定地として、M・ブラードから20エーカー（80,000 m²）の土地が贈られた。町が発展した後、1875年の住民投票により郡庁がレイクビューに移された。当時はまだオレゴン州各地への輸送機関が発達しておらず、レイク郡の経済はもっぱらカリフォルニア州の方を向いていた。それを示すように、レイク郡で毎日配達されていた新聞はカリフォルニア州発のサンフランシスコ・クロニクル紙やサンフランシスコ・エグザミナー紙であり、オレゴン州が誇るオレゴニアン紙が読まれるようになるのはその後であった。1840年代から1850年代にかけて、コロンビア川沿いのザ・ダルズとサンフランシスコのプレシディオを結ぶ飛脚用の道路が郡内を通っていた。
郡に鉄道が通ったのは1890年代になってからである。この鉄道支線は、ネバダ＝カリフォルニア＝オレゴン鉄道と呼ばれるレイクビューとネバダ州リノを結ぶ鉄道であり、オレゴンの他の地域からの孤立をさらに際立たせることになった。1900年には大火があり、レイクビューでは75の企業を壊滅させるなど、市内のかなりの地域に損害を与えた。

## 経済

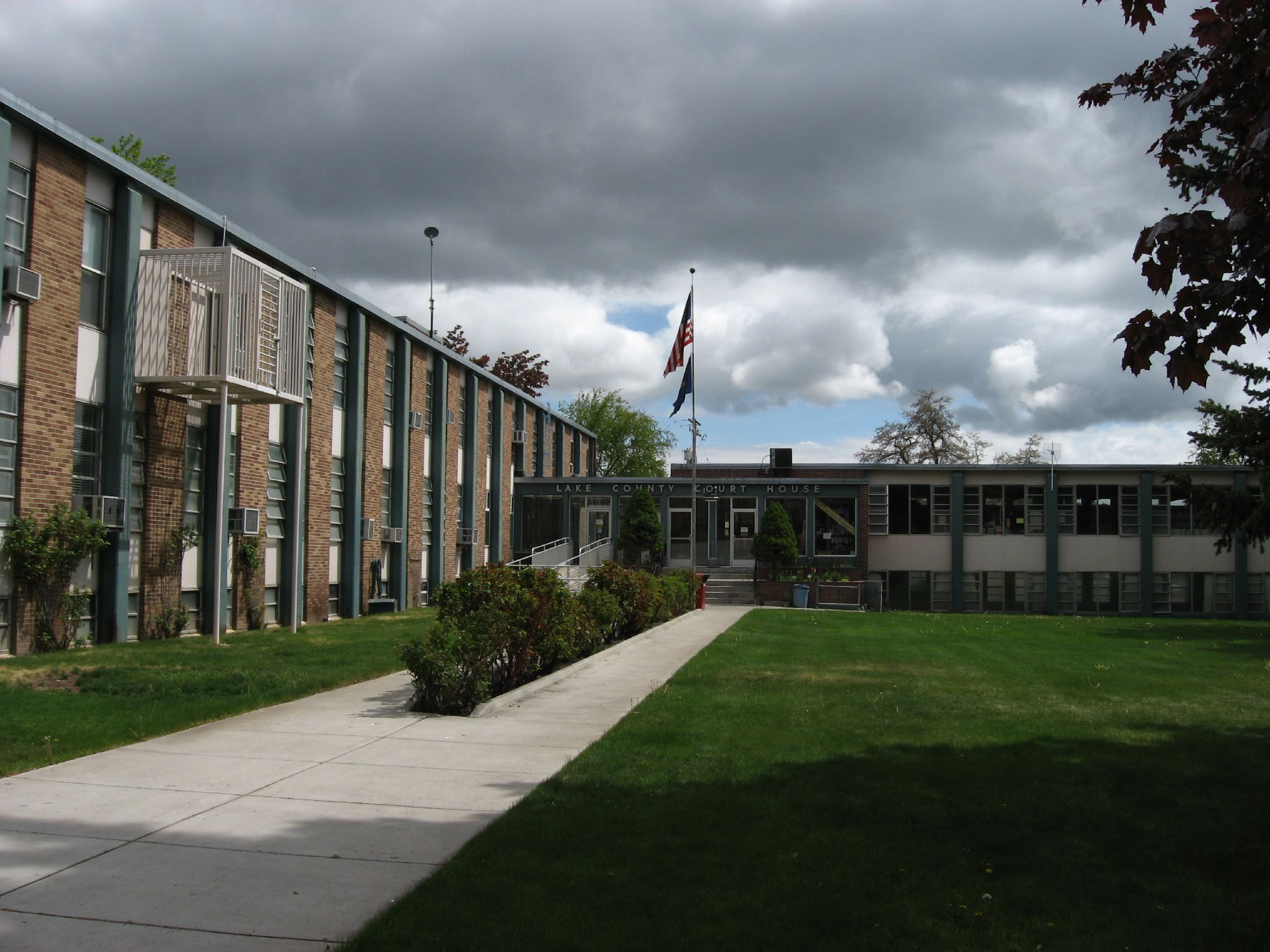
レイク郡庁舎

レイク郡の経済は、材木業、農業、自然資源採集、医療、刑務所、自治体運営に頼っている。また、郡は屋外のレクリエーションや観光にも力を注いでいる。
郡内には多くの牧牛農場がある。雨は少なく栽培時期も短いが、灌漑が進んでいることから、家畜飼育や干し草栽培などによる農業が可能となっている。製材業で用いる材木は、フレモント国有林、土地管理局保有地、私有地から採集される。コリンズ社は、この地域に残る最後の製材工場である「レイクビュー製材工場」を運営するほか、この地域の大地主となっている。レイク郡内の78％以上の土地は、連邦政府と州政府が保有している。
レイクビュー周辺にはパーライト（真珠岩）の鉱山があるほか、かつてはウラン鉱山も存在した（後者は、現在クリーンアップの作業が行われている）。その他、石油を求めて試験的に油井が掘られたこともあったが、いずれも失敗に終わっている。
レイク郡産の木材やパーライトは、カリフォルニア州アルトゥラスにあるバーリントン・ノーザン鉄道の中心駅に輸送される。かつてこの鉄道は、レイク郡内で唯一郡による保有のもとに運営されていた鉄道であった。
レイク郡には農業、観光、材木など季節の影響を受けやすい産業が多いが、郡内に国有林ならびに土地管理局の本部があるため、政府による高給の雇用も多い。土地管理局は、郡の49％の陸地を所有している。
観光はレイク郡で、成長しつつある産業である。これは、郡内にハート山国立アンテロープ保護区、ハンターズ・ホットスプリングス、グース湖、ワーナーキャニオンなどの名所がある他、ハンググライダーやロックハンティングなどのスポーツを行う人々が集う場所が散在するなど、観光資源に恵まれていることによる。
郡内には、レイクビュー病院を始め、いくつかの地域医療施設がある。2005年にオープンしたワーナークリーク更生施設は400台のベッドを有する州立の刑務所である。この刑務所では、時によって異なるが、大体110人ほどの矯正の専門家が働いている。敷地面積は37万平方メートル。施設（建物）自体の面積は61,000平方メートル弱であり、その内の10,900平方メートルを、受刑者の居住スペース、労働・教育プログラム、医療サービス、食事サービス、宗教サービス、物的設備、倉庫、保管庫、車両メンテナンス、洗濯場、レクレーション活動の場、管理事務所などの用地に充てている。この刑務所の珍しい所は、地球内部の自然地熱を利用している点である。地熱によって温められた水は井戸を使って熱交換ユニットに送り込まれ、刑務所の水循環システムに用いられる。水循環システムに送り込まれると水の温度は低下し、再び地中に送り返される。2008年には、2名の受刑者が一時的に脱走している。

## 政治
オレゴン中部に位置するレイク郡であるが、政治的にはオレゴン東部に近い。東部諸郡と同じく、レイク郡で最も支持率が高い政党は共和党である。2008年の大統領選挙の際には、レイク郡の有権者の71.53%が共和党のジョン・マケインを支持し、25.95%が民主党のバラク・オバマを支持、1.53%が第三政党または記入投票の候補者を支持した。これらの値は、2004年の大統領選挙の時と比べると、若干ながら民主党への支持へと移行している。2004年の選挙の時は、共和党のジョージ・W・ブッシュへの支持が77.8%、民主党のジョン・ケリーへの支持が20.5%、第三政党および記入投票の候補者への支持が1.7%だった。

## 地理
アメリカ合衆国国勢調査局の発表によれば、レイク郡の総面積は21,650 km2で、その内21,070 km2が陸地、580 km2が水域である。水域率は2.66%である。
レイク郡は最も低いところで標高1,260m、最も高いところでは標高2,574mになる。
郡内にはアルカリ湖、高原砂漠の低木地帯の他、ウェスタンジュニパー、ポンデローサマツ、ロッジポールマツの森林地帯が山間部に広がる。珍しい地学的特徴を持つことから、ロックハンティングや自然地形の観光が盛んな地域となっている。
レイク郡北東部のクリスマス渓谷砂丘の近郊に、ロストフォレスト研究自然地域という保護された古い森林地帯がある。フォッシル湖は、先史時代の動物の化石が多く出土する地域の近くに位置する。グラスビュートは、郡の北東端にある黒曜石の丘である。クラック・イン・ザ・グランドは、クリスマス渓谷北東部に位置する亀裂であり、その底には一年中氷が張っている。郡の北西部には、古代に成立した火口湖であるビッグ・ホール、ホール・イン・ザ・グラウンド、フォートロックがある。

### 分水界
レイク郡の郡内に全域または一部が属する分水界は、以下の12である。
- ビーバー＝サイスフォーク分水界
- グース湖分水界
- グアノ分水界
- アバート湖分水界
- ロスト分水界
- ロウアークルークト分水界
- スプラグ分水界
- サマー湖分水界
- ワーナー湖分水界
- ウィリアムソン分水界

### 湖
郡内にある湖は以下の通り。
- アバート湖
- アルカリ湖[27]
- キャンベル湖
- クランプ湖
- デッドホース湖
- ドッグ湖[28][29]
- ドリューズ貯水池
- グース湖
- ハート湖[30]
- シルバー湖
- サマー湖

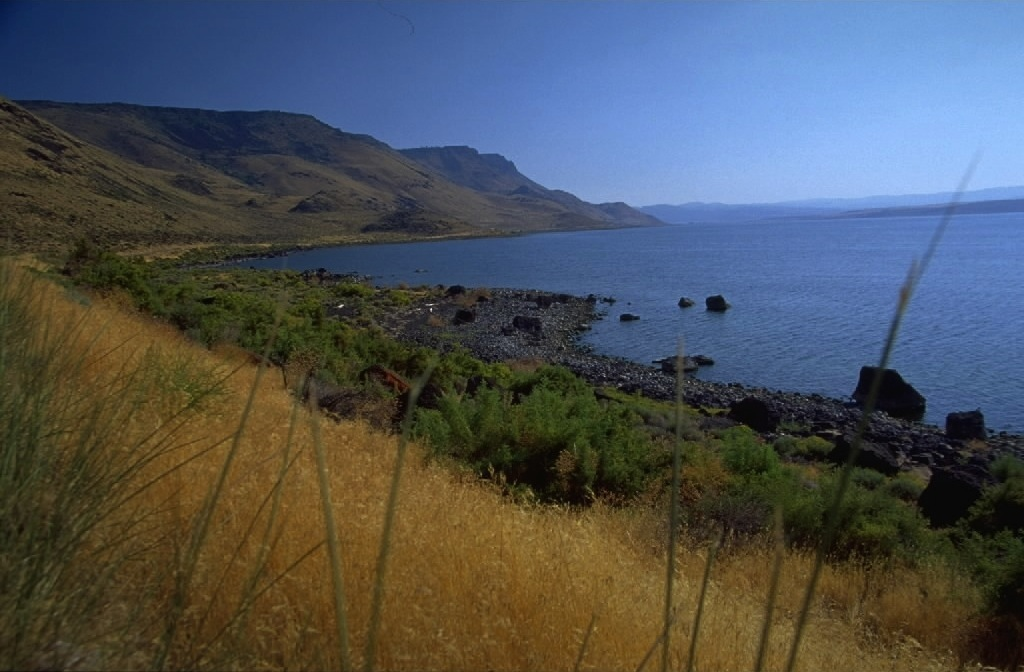
アバート湖の東岸

- ワーナー湖群（ペリカン湖、クランプ湖、ハート湖、アンダーソン湖、スワンプ湖、マグワンプ湖、フラッグスタッフ湖、アッパーキャンベル湖、ストーンコーラル湖、ターピン湖、ブルージョイント湖）[31][32][33][34][35]

### 隣接郡
- デシューツ郡 - 北
- クラマス郡 - 西
- ハーニー郡 - 東
- カリフォルニア州モドック郡 - 南
- ネバダ州ワショー郡 - 南

### 国立保護地域
- デシューツ国有林（一部）
- フレモント国有林（一部）
- ハート山国立アンテロープ保護区
- シェルドン国立野生動物保護区（一部）

## 人口動態
2000年の国勢調査では、郡の人口は7,422人で、3,084世帯、2,152家族が暮らしていた。人口密度は1/mi2（0/km2）だった。0/sq mi（0/km²）の平均密度に3,999軒の住宅が建っている。人種構成は、白人90.97%、アジア系0.71%、アフリカン・アメリカン0.13%、先住民2.37%、太平洋諸島系0.13%、その他の人種3.19%、および混血2.48%である。人口の5.44%はヒスパニックまたはラテン系だった。先祖構成はアイルランド系14.1%、アメリカ系14.0%、ドイツ系13.8%、イングランド系11.8%である。人口の95.9%が英語を、3.6%がスペイン語を第一言語とする。
3,084世帯のうち、29.00%が18歳未満の子供と一緒に生活しており、58.60%は夫婦で生活している。7.50%は未婚の女性または寡婦が世帯主であり、30.20%は結婚していない。26.20%は1人以上の独身の居住者が住んでおり、11.10%は65歳以上で独身である。1世帯の平均人数は2.39人であり、結婚している家庭の場合は、2.84人である。
郡内の住民は24.90%が18歳未満の未成年、18歳以上24歳以下が5.10%、25歳以上44歳以下が24.30%、45歳以上64歳以下が28.10%、および65歳以上が17.70%にわたっている。中央値年齢は43歳である。女性100人ごとに対して男性は100.50人である。18歳以上の女性100人ごとに対して男性は98.30人である。
この都市の世帯ごとの平均的な収入は29,506米ドルであり、家族ごとの平均的な収入は36,182米ドルである。男性は29,454米ドルに対して女性は23,475米ドルの平均的な収入がある。この地域の一人当たりの収入 (per capita income) は16,136米ドルである。人口の16.10%および家族の13.40%は貧困線以下である。全人口のうち18歳未満の20.40%および65歳以上の9.50%は貧困線以下の生活を送っている。

## 文化

### 博物館・名所
レイク郡の北部には地学的に興味深い名所が数多く存在する。中でも、フォートロックという氷河期に湖底だった場所で火山活動が起きてできたクレーターや、フォートロック・ホームステッド村博物館はよく知られる。また同地ではラクダの骨や、先住アメリカ人の工芸品などが度々出土している。1938年には「世界最古の靴」がこの地で出土し、それまで4000年前と考えられてきたアメリカ極西部の人類定住の時代区分が大きく見直されることとなった。
その後、北部グレートベイスンでさらに古いサンダルが発見されると、考古学者ルーサー・クレスマンの業績はたちまち評価されるようになった。この発見、およびアメリカ北西部の先史時代のさまざまな研究が評価され、クレスマンは「オレゴン考古学の父」として知られるようになる。北部レイク郡では他に、ロストフォレスト、クラック・イン・ザ・グラウンド、ホール・イン・ザ・グラウンドなどがよく知られる。
オレゴン産日長石がプラッシュの北部で採掘される.。日長石は、オレゴン州の原石に指定されている。
他の名所に、アバート湖とアバートリム、グース湖、ハンターズ・ホットスプリングスと間欠泉、シュミンク記念博物館、レイク郡博物館、レイク郡ラウンドアップ博物館、シュミンク博物館、ワーナー峡谷スキー場、ギアハート山原野、シェルドン国立野生動物保護区、サマー湖温泉、プラッシュ近郊の日長石、ワーナー湿地、サマー湖野生動物地域、フレモント＝ウィネマ国有林群に属するフレモント国有林などがある。
ハート山国立アンテロープ保護区にはビッグホーン、プロングホーン、キジオライチョウ、捕食性の鳥類、渡り鳥などが生息する。レイク・カウンティ・エグザミナー紙は19世紀後期に創刊した新聞であり、本社をレイクビューに置いている。

## メディア

### 新聞
- デザート・ウィスパーズ
- レイク・カウンティ・エグザミナー
- ノース・レイク・カウンティ・アウトバック・ニューズ

## 社会基盤

### 幹線道路
- オレゴン州道31号線
- 国道395号線

### 旅客・貨物鉄道
- レイク郡鉄道

## 共同体

### 市
- レイクビュー
- ペイズリー

### 非法人地域
| - アデル - ブレイズデル - クリスマスバレー - ファイブコーナーズ | - フォートロック - ニューパインクリーク - プラッシュ - クオーツマウンテン | - シルバーレイク - サマーレイク - バレーフォールズ - ウェストサイド |